# El Messies Participatiu

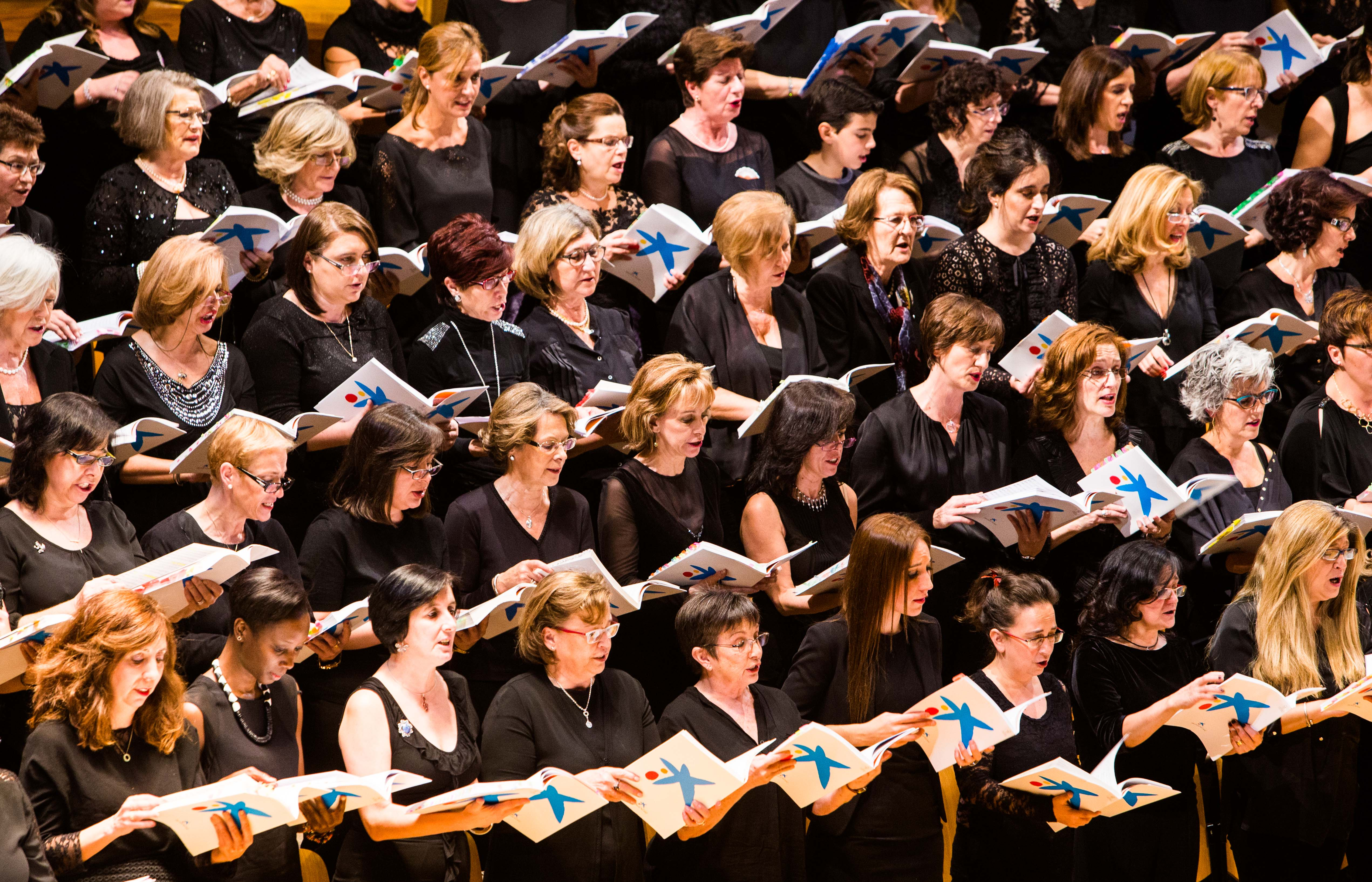
Participants a un dels concerts

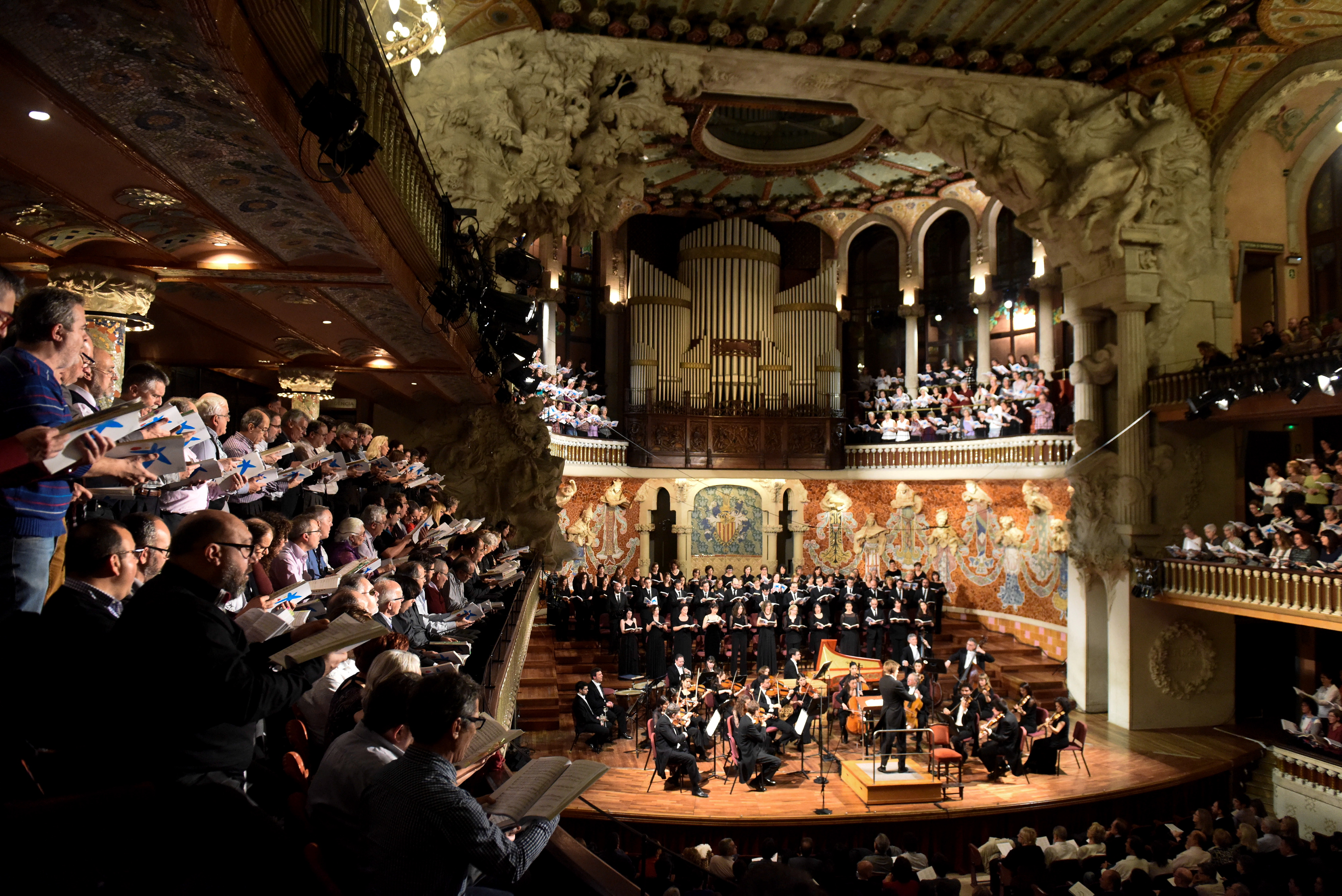
El Messies Participatiu celebrat al Palau de la Música Catalana en 2015

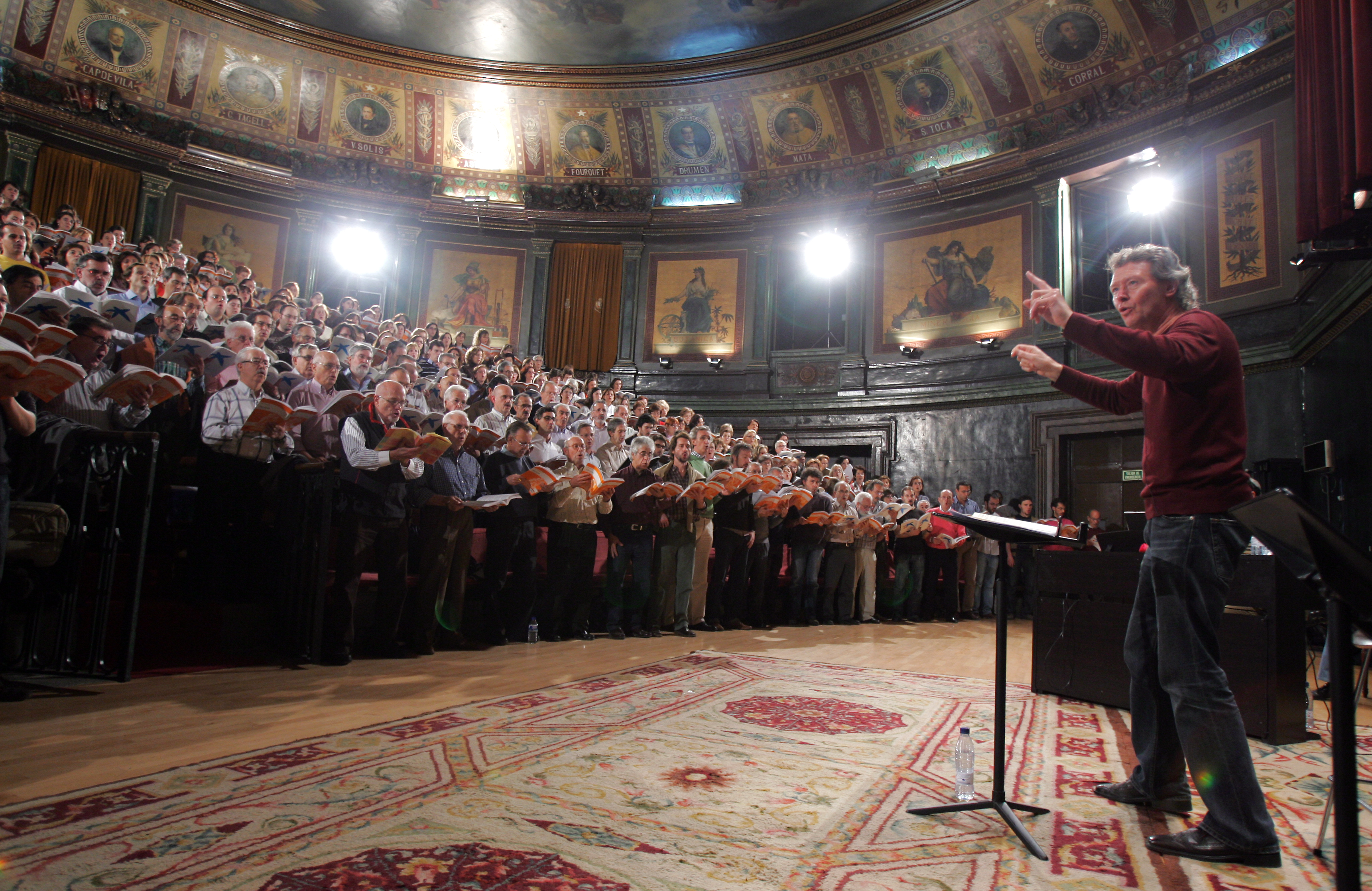
Harry Christophers en un dels assajos del Messies Participatiu a Madrid (2009)

El Messies Participatiu és un projecte que reuneix a centenars d'aficionats a la música coral per interpretar, de manera conjunta, El Messies de Georg Friedrich Händel.
Cada any, l'Obra Social "la Caixa" organitza, a diferents ciutats espanyoles, un calendari de preparació coral per a aquells que desitgin cantar El Messies a un dels auditoris més emblemàtics de la seva ciutat.
Aquesta preparació es farà en diversos caps de setmana abans del concert, en el qual els participants cantaran acompanyats d'una gran orquestra, un cor professional, solistes vocals i un director de prestigi internacional. Part de les butaques destinades al públic seran ocupades pels cantants amateurs, accentuant així l'esperit participatiu del projecte.
Grans directors i orquestres, de la talla de Trevor Pinnock amb The English Concert, Harry Christophers amb The Sixteen o Fabio Biondi amb Europa Galante, han volgut sumar-se a aquesta iniciativa que ha implicat, en els últims 20 anys, a desenes de milers de cantants.
Els britànics van ser els qui van començar, fa gairebé 300 anys, la tradició de cantar l'oratori de Händel i el seu cèlebre Hallelujah en grans grups corals. L'any 1995, l'Obra Social “la Caixa” va decidir incorporar aquesta fórmula de participació popular al seu programa de música, organitzant el primer Messies Participatiu al Palau de la Música Catalana amb Edmon Colomer al capdavant de l'OBC. Aquest primer concert va ser una experiència única, tan pels cantants aficionats, com pels artistes i el públic, la qual cosa va animar l'Obra Social "la Caixa" a repetir el format durant els anys següents. L'any 2000, el model de concert participatiu, ja consolidat a Barcelona, es va estendre a Sevilla i Bilbao, ambdós llocs amb una llarga tradició coral. Degut al gran èxit assolit, altres ciutats s'han afegit al projecte any rere any: Madrid, València, Granada, Sant Sebastià...
El 2008, El Messies Participatiu es va celebrar ja a 11 ciutats diferents i, des d'aleshores, el projecte ha anat creixent fins a convertir-se en el major referent d'aquest tipus d'iniciatives a nivell mundial.
Actualment, més de 45.000 cantants han estat partícips del projecte a 26 ciutats diferents. En total, s'han celebrat 176 concerts, als quals han assistit més de 300.000 persones.
Per a cada ciutat, l'Obra Social "la Caixa" contacta amb una orquestra, un cor professional, 4 solistes vocals i un director titular, que estaran presents a la fase final del projecte, és a dir, durant l'assaig general i el concert. Mesos abans es produeix també el contacte amb els cantants aficionats, que, segons la ciutat, participen per cors o de forma individual. Un cop tancat el nombre de cantants, es reparteixen les partitures abans que comencin les sessions de treball conjuntes, que seran conduïdes per un director preparador especialista en música barroca. Alfred Cañamero, Jordi Casas, Esteve Nabona, Elisenda Carrasco, Joan Cabero o Javier Corcuera són alguns dels directors assidus al projecte.
El dia abans del concert, ja amb les parts corals apreses, els cantants aficionats assagen conjuntament amb l'orquestra, el cor professional, els solistes i el director titular, que acabarà de donar les instruccions necessàries perquè el concert soni a la perfecció.
Aquest mateix format s'ha traslladat també a altres concerts de música coral. És el cas del Carmina Burana de Carl Orff; la Missa de la Coronació i el Rèquiem de Wolfgang Amadeus Mozart; la Passió segons Sant Joan i el Oratorio de Nadal de Johann Sebastian Bach o Un rèquiem alemany de Johannes Brahms. Altres repertoris que recorren la història de l'òpera, el teatre musical o les bandes sonores de pel·lícules, completen el ventall de concerts participatius organitzats per l'Obra Social “la Caixa”.
El nou Messies Participatiu
L'any 2018, l'Obra Social ”la Caixa” va decidir deixar d'organitzar el Messies Participatiu a Barcelona. Aquest format del famós oratori s'havia representat ininterrompudament a la ciutat des del 1995. Orfes de la nit al dia, una part dels cantaires que havien pres part en el concert anual que l'entitat financera organitzava per a abans de Nadal, van decidir trobar-se per mirar de tirar-lo endavant, malgrat les dificultats que a priori podia comportar un projecte d'aquesta magnitud. Se sentien obligats a donar-li continuïtat, pel fet de tractar-se d'un espectacle musical de gran tradició a Catalunya, en el qual participen cantaires de tot el Principat, que tenen la possibilitat de compartir escenari amb grans figures del món de la música.

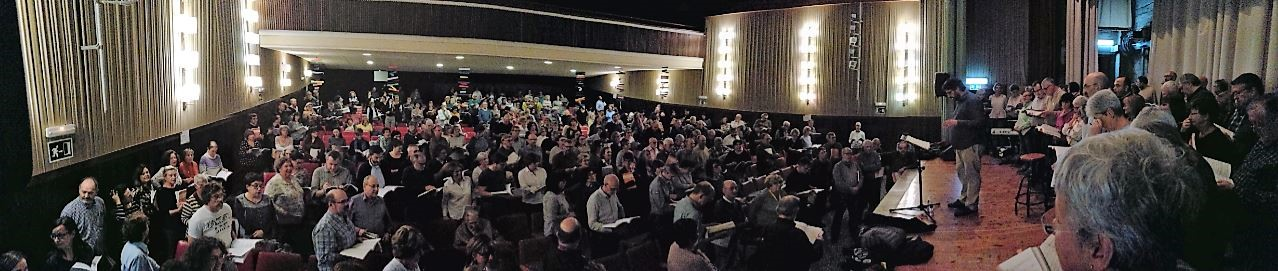
Sessió de preparació amb Daniel Mestre al teatre de l'Escola La Salle de Gràcia.

Per tal de materialitzar la idea, els seus promotors van constituir l'Associació Messies Participatiu Barcelona, a la qual no van trigar a apuntar-se en massa cantaires dels participatius anteriors així com persones que no havien cantat mai El Messies o d'altres que, simplement, volien donar suport a la iniciativa.
La primera feina de l'entitat va ser pressupostar el projecte i anar a parlar amb les institucions i alguna empresa a la recerca d'ajuts econòmics. La Generalitat de Catalunya, l'Ajuntament de Barcelona i la Diputació de Barcelona van oferir el seu suport, i en l'àmbit empresarial, es va aconseguir el patrocini de les caves Juvé i Camps.

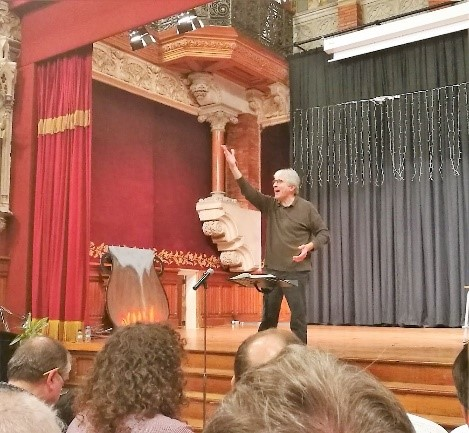
Assaig amb el director, Edmon Colomer, a la sala d'actes del Col·legi Sant Ignasi.

Així mateix, es van començar a buscar preparadors, músics (un cor professional, una orquestra i quatre solistes vocals), un director, llocs d'assaig i, és clar, una seu per representar-hi l'obra. Pel que fa als preparadors, es va proposar la tasca de formar els cantaires, aficionats, a dos directors que ja ho havien fet en edicions anteriors: Alfred Cañamero i Daniel Mestre. Quant al cor, es va parlar amb la Coral Cantiga, i pel que fa al conjunt musical, es va contactar amb l'Orquestra de Cambra de Granollers. Els solistes triats van ser: Mireia Tarragó, soprano; Víctor Jiménez, contratenor; Roger Padullés, tenor, i Josep Ramon Olivé, baríton. La direcció va recaure en Edmon Colomer, que, de fet, havia estat el primer director del Messies Participatiu, el de l'any 1995.
Els assajos, que per als cantaires novells van començar just dos mesos abans del concert, el 27 d'octubre, van tenir lloc al teatre de l'Escola La Salle de Gràcia, a la sala Oriol Martorell de l'Auditori, a la sala d'actes del Col·legi Sant Ignasi i a la sala Pau Casals de l'Auditori, on s'havia de fer el concert.

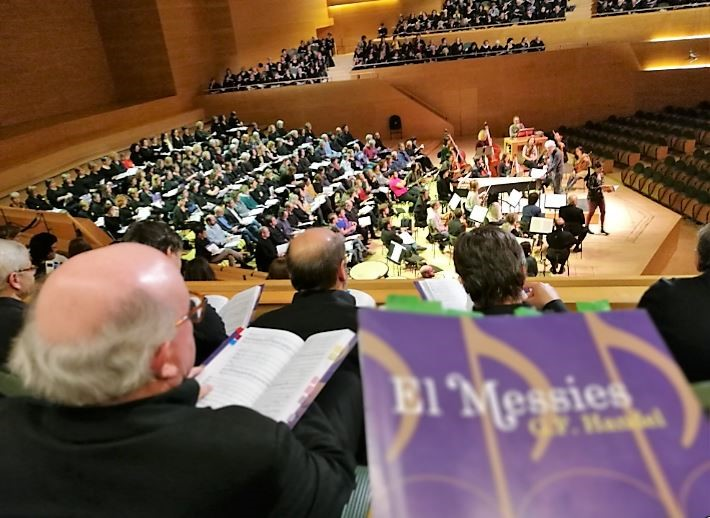
Assaig general a la sala Pau Casals de l'Auditori.

Així, amb tots els caps lligats, va arrencar amb molta il·lusió una aventura, al primer port de la qual, la sala Pau Casals de l'Auditori, es va arribar el 27 de desembre amb un èxit total. Amb la presència del Molt Honorable Joaquim Torra i Pla, president de la Generalitat de Catalunya, el primer Messies Participatiu organitzat per la societat civil va agafar amb nota el relleu de la iniciativa privada, mantenint a Catalunya el famós oratori de Händel amb la mateixa qualitat musical que havia tingut fins llavors.